# هاري لورانس
هاري لورانس (بالإنجليزية: Harry Lawrence)‏ هو سياسي جنوب أفريقي، ولد في 1901 في كيب تاون في جنوب أفريقيا، وتوفي في 1973. حزبياً، نشط في Progressive Party (South Africa) ‏.